# Конвой (охрана)
Конвой (фр. convoi) — один или группа военнослужащих, либо сотрудников правоохранительных органов, выполняющих задачу по охране и сопровождению транспорта, военнопленных, а также лиц, находящихся под следствием или осужденных.
Система мероприятий по организации конвоя называется конвойной службой.

Процесс осуществления конвоя называется конвоированием.

## Конвой в Вооружённых силах
Конвой в вооружённых силах — воинское подразделение (команда или отдельный военнослужащий) выполняющее задачу по охране и сопровождению транспорта, военнопленных, находящихся под следствием и осужденных военным трибуналом военнослужащих, арестованных за дисциплинарные проступки солдат и матросов.
В Русской армии конвой также назначался для охраны и сопровождения высших офицерских чинов, штабов, курьеров следовавших с важными поручениями.
В Вооружённых силах стран бывшего СССР организация конвоя является составной частью Караульной службы, а порядок его организации законодательно закреплён в Уставе Караульной Службы.
В вооружённых силах большинства государств, конвоирование транспорта на котором перевозятся грузы военного назначения, либо боевая техника формирований, осуществляется караульными подразделениями от самих формирований к которым они принадлежат, либо производится специализированными подразделениями охраны. Конвоирование военнопленных, либо осужденных военнослужащих или находящихся под следствием, является одной из прямых функций военной полиции. Подобное правило к примеру действует в отношении Военной полиции ВС США

## Конвой в Правоохранительных органах
Конвой в правоохранительных органах — это группа сотрудников или отдельный сотрудник, выполняющие задачу по охране и сопровождению транспорта перевозящего важный груз принадлежащий государству, лиц находящихся под следствием, лиц осужденных судом к лишению свободы, задержанных лиц подозреваемых в совершении административных правонарушений или уголовных преступлений.
Конвоирование грузов и лиц законодательно прописывается в положениях о Конвойной службе органов внутренних дел государства.
В большинстве государств функции конвоирования лиц находящихся под следствием или осужденных к лишению свободы выполняют специализированные подразделения конвойной службы, которые подчиняются Министерству внутренних дел либо Министерству Юстиции.
В США такое конвоирование осуществляется Службой маршалов, которое является подразделением Министерства юстиции.
В государствах Бывшего СССР данную функцию на этапе судебного разбирательства выполняют, как правило, подразделения конвойной службы полиции. После вынесения приговора — подразделения Внутренних войск (Беларусь) или Национальной гвардии (Украина, Казахстан), которые входят в состав Министерства внутренних дел.
В Российской Федерации функцию конвоирования на всех этапах судебного разбирательства и исполнения наказания, выполняют подразделения Управления охраны и конвоирования Федеральной службы исполнения наказаний.

## Особенности организации конвойной службы в некоторых государствах

### Франция
В некоторых государствах, организация конвойной службы лежит на органах двойного подчинения.

Таким примером является Национальная жандармерия Франции.

Национальная жандармерия является органом двойного подчинения, поскольку как составная частью Вооружённых сил Национальная жандармерия подчиняется Министерству обороны, а как составная часть правоохранительной системы она подчиняется Министерству внутренних дел. В интересах Вооруженных сил Национальная жандармерия выполняет функции военной полиции, спецназа и охраны военных объектов особой важности, а в интересах всей страны Национальная жандармерия также выполняет полицейские и административные функции. Кроме того, подразделения Национальной жандармерии занимаются охраной дворцов правосудия и конвоированием заключенных и арестованных в суды. Таким образом, деятельность Национальной жандармерии носит межведомственный характер и координируется с Министерством внутренних дел и Министерством юстиции.

### СССР
В Истории СССР часто возникали ситуации когда требовалось перемещать колоссальное количество граждан, ущемлённых в гражданских правах. 

Из-за решений руководства государства, нередко подлежали переселению в отдалённые регионы государства как социальные сословия, так и этнические группы населения, включая целые народы.

Примерами подобных массовых депортаций служат:
- Депортация немцев в СССР в 1941 году — 446 480 человек[13]
- Депортация понтийских греков в период с 1942 по 1949 годы — 15 000 человек[14]
- Депортация чеченцев и ингушей в 1944 году — 496 000 человек[15]
- Депортация турок-месхетинцев в 1944 году — 115 000 человек[16]
- Депортация крымских татар в 1944 году — 183 155 человек[17]

Для депортации требовалось создание множества специализированных соединений в структуре Вооружённых сил, которые должны были решить функции конвоирования больших людских масс. К примеру для депортации чеченцев и ингушей потребовалась группировка Внутренних войск общей численностью в 100 000 военнослужащих.

Также потребовала увеличения численности формирований конвойной службы обеспечение функционирования системы лагерей ГУЛАГ, в которой в некоторые исторические этапы существования содержалось свыше полтора миллиона заключённых.

Для этой цели руководство НКВД СССР создало беспрецедентную в истории государств, крупнейшую структуру по организации конвойной службы, в которую входили десятки конвойных дивизий.
К моменту распада СССР, в структуре Внутренних войск числилось 31 дивизия, из которых 20 являлись конвойными дивизиями.

## Конвой в литературе
- «Двое в степи» — повесть Эммануила Казакевича
- «Мы шагаем под конвоем» — сборник рассказов Исаака Фильштинского

## Конвой в кинематографе
- Двое в степи — фильм 1962 года режиссёра Анатолия Эфроса по одноимённой повести Эммануила Казакевича;
- Караул — фильм 1989 года режиссёра Александра Рогожкина о резонансном инциденте в подразделении конвойной службы ВВ МВД СССР;
- Конвоиры — фильм 1994 года — комедийный фильм о конвоировании осужденного матроса ВМФ США;
- Конвой — фильм 2012 года режиссёра Алексея Мизгирёва;
- Дорога на Берлин — фильм 2014 года режиссёра Сергея Попова по повести Эммануила Казакевича «Двое в степи» и фронтовым запискам Константина Симонова

## Конвой в песнях
Береженого Бог бережет,
не береженого конвой стережет,
 Ну и где же я был при раздаче мозгов?
Пропускал и стариков и детей,
коммунистов, музыкантов, врачей,
 Или просто уехал с друзьями в Тамбов. ‒
— Чиж & Co, песня «Бережёного бог бережёт»